# Gabrielius Landsbergis
Gabrielius Landsbergis (Vilnius, 7 gennaio 1982) è un politico e diplomatico lituano, dal 2015 presidente dell'Unione della Patria - Democratici Cristiani di Lituania e ministro degli Esteri della Lituania dall'11 dicembre 2020 al 12 dicembre 2024.

## Biografia

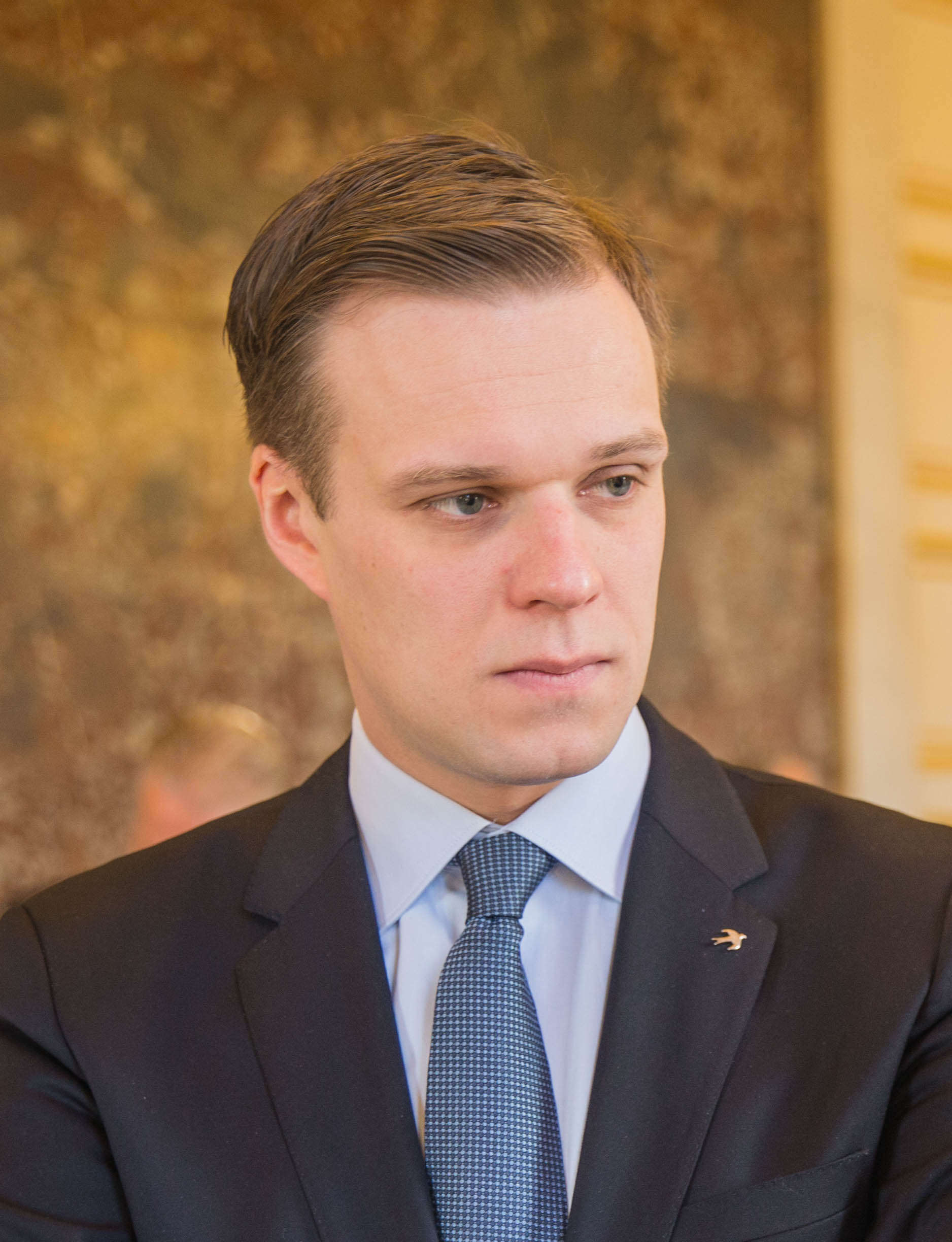
Landsbergis al vertice del PPE nel 2016.

Nato a Vilnius nel 1982, è il figlio del giornalista e scrittore Vytautas V. Landsbergis e nipote di Vytautas Landsbergis, principale fautore dell'indipendenza lituana del 1990-1991 dall'Unione Sovietica e primo presidente della nuova repubblica.
Si è laureato nel 2003 alla Facoltà di Storia dell'Università di Vilnius; nel 2005 ha conseguito un master in Relazioni Internazionali e Diplomazia presso la medesima università. Ha quindi iniziato a lavorare per il Ministero degli Affari Esteri della Lituania e per la Cancelleria del Presidente. Nel 2007 è entrato a far parte dello staff dell'ambasciata lituana in Belgio.
L'8 gennaio 2014 è stato selezionato come candidato principale della lista dell'Unione della Patria alle elezioni europee del 2014, venendo successivamente eletto. Ha fatto parte della commissione parlamentare per il commercio internazionale e della sottocommissione per la sicurezza e la difesa. Nel marzo 2016, si è dimesso dal Parlamento europeo e si è candidato alle elezioni parlamentari lituane dello stesso anno, risultando eletto nella circoscrizione di Kaunas.
L'11 dicembre 2020 è stato nominato ministro degli Affari Esteri nel Governo Šimonytė.